# بيل هدسون (متزحلق جبال الألب)
بيل هدسون (بالإنجليزية: Bill Hudson)‏ هو متزحلق جبال الألب أمريكي، ولد في 27 يونيو 1966.

## وصلات خارجية
- بيل هدسون على موقع الاتحاد الدولي للتزلج (التزلج على المنحدرات الثلجية) (الإنجليزية)
- بيل هدسون على موقع أوليمبيديا (الإنجليزية)